# Эммаусский монастырь
Эммаусский монастырь, или Монастырь бенедиктинцев при храме Девы Марии и славянских патронов, называемый «На Слованах», или «Эмаузы», был основан 21 ноября 1347 года королём Чехии и императором Священной Римской империи, Карлом IV Люксембургским, для ордена славянских бенедиктинцев. Монастырь находится в историческом районе Праги — Нове-Место (Прага 2).
В здании, кроме аббатства ордена святого Бенедикта, находится также администрация гражданского объединения при немецкой католической церкви — Ассоциация Акерманна, Чешская христианская академия, Ассоциация гражданской финансовой грамотности и несколько адвокатских контор.

## История

### Основание монастыря

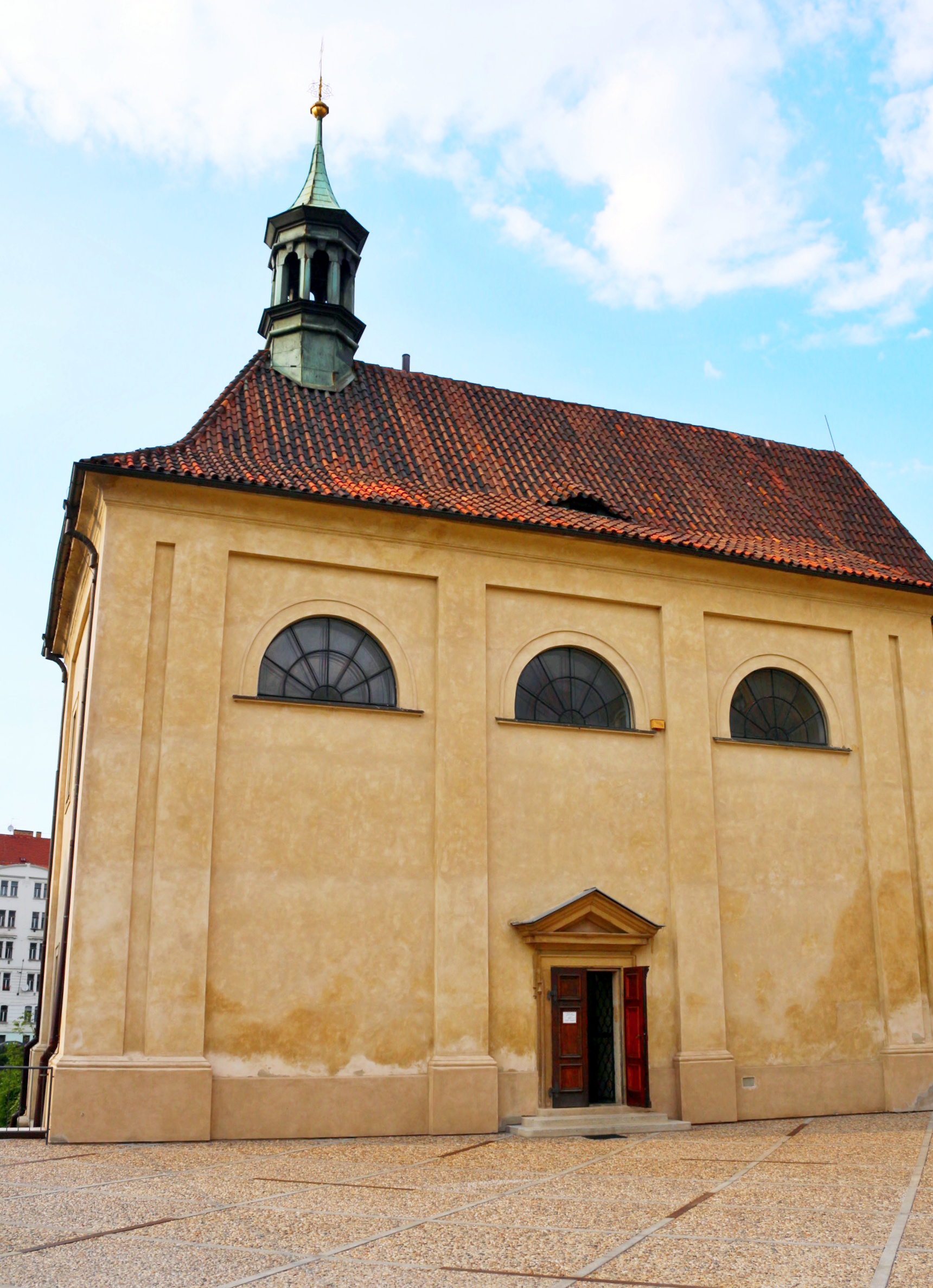
Самая старинная часть ареала «На Слованах» — приходская церковь святого Космы и Дамиана

Карл IV положил начало строительству монастыря ордена св. Бенедикта славянской литургии в Подскали с помощью привилегии от Папы Римского Климента VI 9 мая 1346 года, письменно — 21 ноября 1347 года. Монастырь был заложен при приходской церкви святого Космы и Дамиана. Папское согласие Карл IV получил ещё, будучи моравским маркграфом.
Монастырь, благодаря содействию императора, выраженному помимо всего прочего трудоустройством его придворных художников, а также выдачей индульгенций для паломников, радовал большой популярностью и в скором времени одного монастыря уже было недостаточно. По этой причине в 1371 году Карл IV основал церковь, в честь Девы Марии, святого Иеронима Стридонского , равноапостольных Кирилла и Мефодия и чешский святых Войтеха и Прокопа. Освещение храма и монастыря было произведено в день Пасхи, 29 марта 1372 года, пражским архиепископом Яном Очко из Влашима при участии двух имперских курфюрстов, нескольких епископов, самого Карла IV и его сына Вацлава IV. Карл настоял на освящении церкви пражским архиепископом, а не папским нунцием, чем подчеркнул особенность нового религиозного устройства.
Карл IV отдавал себе отчет в политических и духовных обязательствах, вытекающих из факта, что он происходил из рода древней славянской династии Пржемысловичей, а также осознавал исключительность чешской земли, в качестве места общего наследия латинского обряда с традицией восточных литургических обрядов Кирилла и Мефодия. Учитывая это, его старания были направлены на устранение схизмы между западной церковью и восточными христианскими церквями, потому он решил возродить славянскую литургию, обращенную к традиции Кирилла и Мефодия и образовать центр церковной славянской образованности, откуда догматика на славянском языке распространялась бы между чехами и остальными славянами. Для этого он пригласил в Прагу монахов ордена святого Бенедикта из церкви в Ткону острова Пашман, которые несли глаголицу и знали старославянский язык. Первым аббатом был Ян, родом из Хорватии. С 1350 года использовал все аббатские богослужебные облачения, в том числе — митру. Некоторые аббаты были родом из Далмации, а иные были посланы королем Сербии, Стефаном Урошом IV Душаном.

### Период гуситов

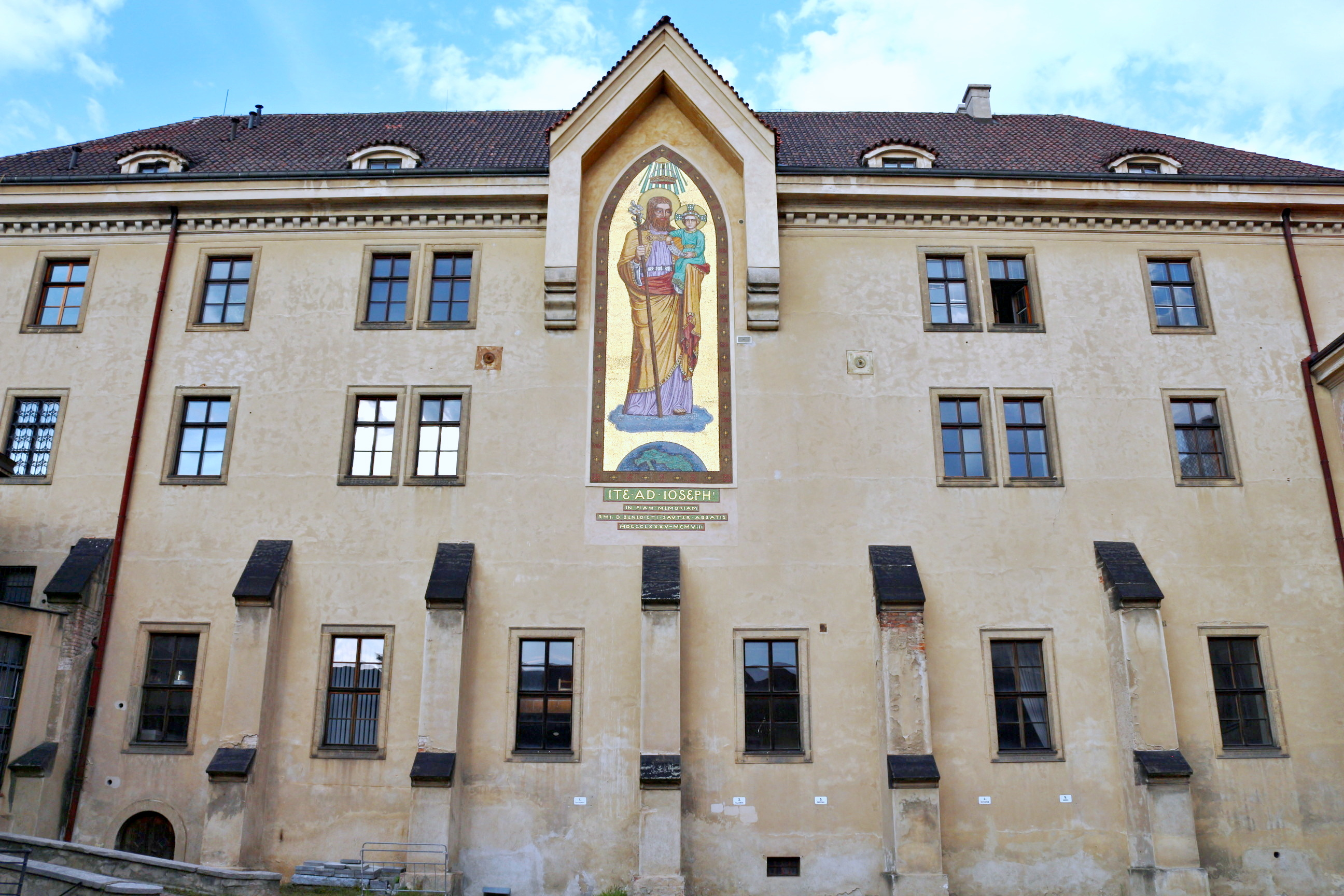
Западная сторона здания аббатства с мозаикой в историческом Бойронском стиле

Монастырь нес службу во время гуситских войн и избежал разорений. Гуситы его взяли в свои руки в 1419, а к 1589 году аббатство уже являлось единственным чешским монастырем, где практиковалось причащение по обоим видам (утраквистское). В ту эпоху в монастыре служил английский гуситский богослов Петр Пейн и Григорий Крайчи (брат Григорий), позднее — основоположник Общины богемских братьев.
Однако, гуситская эпоха для Эмауз в целом была упадочной. Монастырь функционировал скорее, как общежитие для утраквистских мыслителей. Монашеская община постепенно исчезла. Последний утраквистский аббат, а также ректор пражского университета Матоуш Бенешовски, именуемый Philonomus, вступил в брак с дочерью трактирщика, после чего открыл в монастыре свой собственный трактир, а в саду устроил стрельбище для гостей.
Преемником Бенешовского в чине аббата стал Павел Паминодас Горски в 1592 году. Он осознавал, что ситуация Эмауз в такой форме очень неустойчива. По этой причине, некоторое время спустя он объединился с католической церковью, в Броумове прошёл путь новициата, а также последующие необходимые формации, и по возвращении начал восстанавливать бенедиктинскую общину Эмаузы. Таким образом закончилась утраквистская эпоха монастыря.

### Чешская католическая община
Аббат Горски и его преемники старались восстановить католическую общину в Эмаузах. Разумеется, это был долгий процесс, по этой причине много лет монастырь считался угасающим. Это привело к тому, что в 1636 году император Фердинанд III принудил чешских монахов перейти к церкви святого Николая, а в Эмаузы привел бенедиктинцев с Монсеррата, которых в Праге начали называть «Черными Испанцами» (černí Španělé). Парадоксально, что это случилось в пору, когда чешская бенедиктинская община наконец начала процветать (о чём свидетельствует тот факт, что на старом месте община дожила до реформ Иосифа II, когда их монастырь был принудительно закрыт).

### Испанские монахи

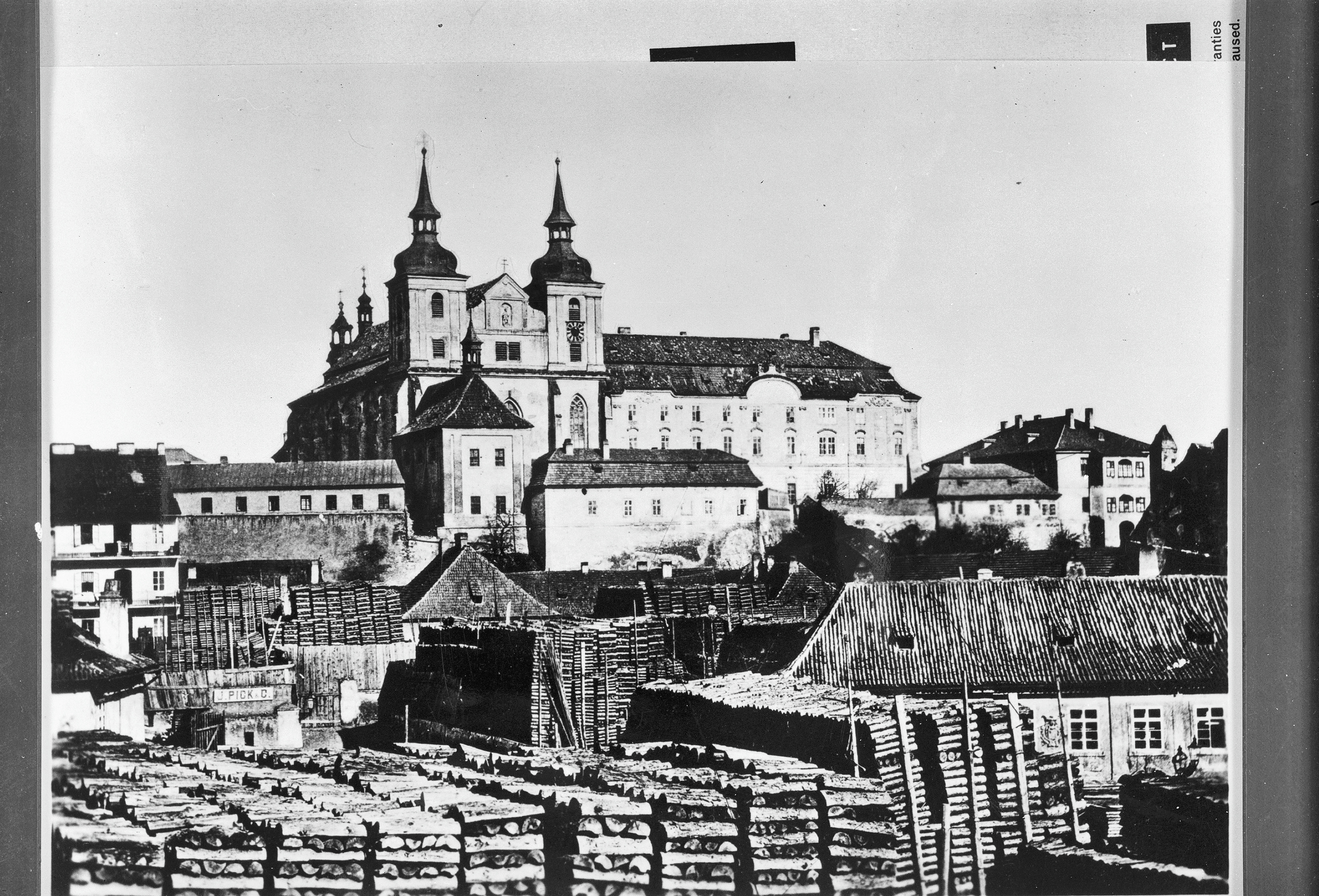
Монастырь в стилистике барокко

В начале 17 столетия, во время правления Рудольфа II, монастырь снова стал католическим. В 1611 году он пострадал от набега войск из Пассау, когда аббатство разграбил местный сброд. В 1636 году сюда пришли бенедиктинцы из каталонского Монсеррата. Они в 1640 году заменили первоначальную широкую полувальмовую крышу с широким фронтоном крышей из трех частей, после перестроили западную часть нефа и пристроили две башни. Фасад с башнями был завершен в 1712 году, а в 1723 оформили новый главный алтарь.
В тот период в Эмаузах служило значительное количество образованных монахов. Из них можно выделить знаменитого проповедника, родом из города Ческа-Липа, Веремунда Прохе, который несколько лет являлся эмаузским приором, а в конце жизни был настоятелем эмаузского пробства в Бездезе.
К концу 18 столетия монастырь снова пришёл в упадок. В нём жила многочисленная группа монахов чешского происхождения, однако внешние события были достаточно неблагоприятными. Хотя монастырь и пережил реформы Иосифа II, но все же должен был взять покровительство над гимназией в Клатовах, и это означало, что некоторые из монахов выступали в качестве учителей гимназии. Вследствие этого в Эмаузах жил только аббат и несколько старых монахов. Аббат Прокоп Шкода (в 1789—1801 был приором-администратором, в 1801—1803 аббатом) сумел использовать реформы Иосифа II, он дёшево скупал книги, картины и иные предметы искусства из закрытых монастырей. Таким образом в монастыре возникла большая художественная коллекция.

### Немецкие монахи

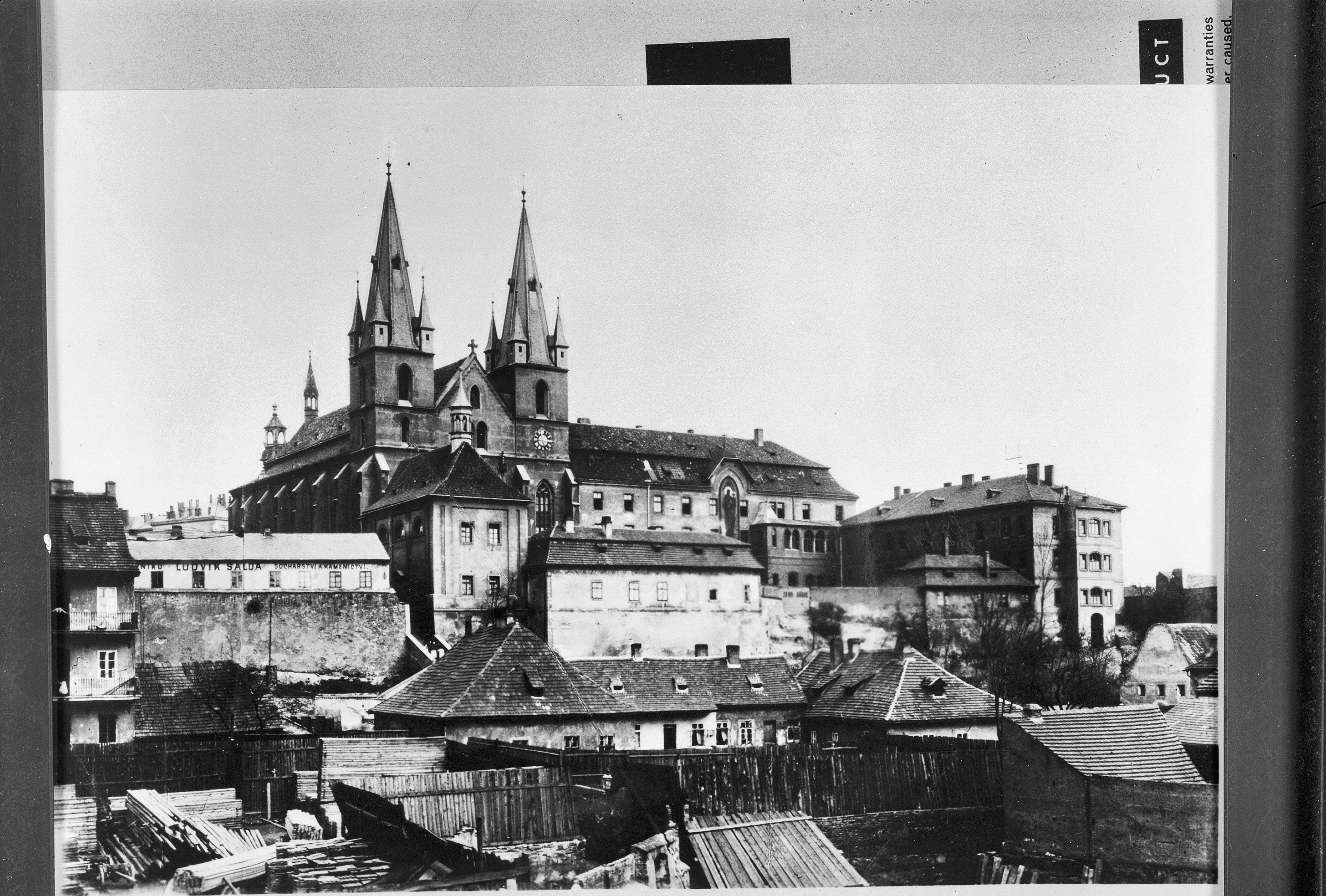
Монастырь в неоготическом стиле

В 1880 году пражский архиепископ Фридрих Иоганн Йозеф Целестин цу Шварценберг предложил монастырь как убежище немецким бенедиктинским монахам Бойронской конгрегации из аббатства Бойрон, которые должны были покинуть Германию во время так называемой «борьбы за культуру» во главе с канцлером Отто фон Бисмарком. Монахи из аббатства Бойрон придали пражскому монастырю готическую составляющую, устранили элементы барокко, а луковичную форму крыш на башнях заменили на острую пирамидальную. Церковь и монастырь были расписаны в историческом Бойронском стиле.
После провозглашения Чехословакии община была выдворена, а в 1919 году монастырь недолгое время находился в собственности консерватории. Годом позднее бенедиктинские монахи Бойронской конгрегации возвратились. Из первоначальной чешско-немецкой смешанной общины вернулись только чешские монахи. Немецкие монахи распределились по другим монастырям Бойронской конгрегации вне территории Чехословакии.

### Период первой республики
В 1920 году приором — администратором монастыря стал Арношт Выкоукал. Он стремился снова стабилизировать монастырь, ослабленный принудительным уходом части монахов. Ему это удалось, а в 1925 году уже могли приступить к выбору нового аббата. Конвентуалы выбрали проверенного Выкоукала. Под его руководством монастырь стал средоточием чешского Литургического движения, главным образом связанного с эмаузскими монахами Прокопом Баудишом и Марианом Шаллером. С 1926 года монастырь начал издавать газету PAX, нацеленную на вопросы, связанные с литургией и монашеской жизнью. Изданию способствовали и бенедиктинцы с других монастырей. Аббат Выкоукал был также автором идеи учреждения самостоятельной конгрегации для бенедиктинских монастырей в Чехословакии. Эмаузы временно сохраняли принадлежность к Бойронской конгрегации, однако это не продолжалось столь долго. В Эмаузском монастыре также начали проводить богослужения по византийским обрядам, тем самым стараясь продолжить традиции, заложенные Карлом IV. Многообещающее развитие аббатства прервала вторая мировая война.

### Период второй мировой войны

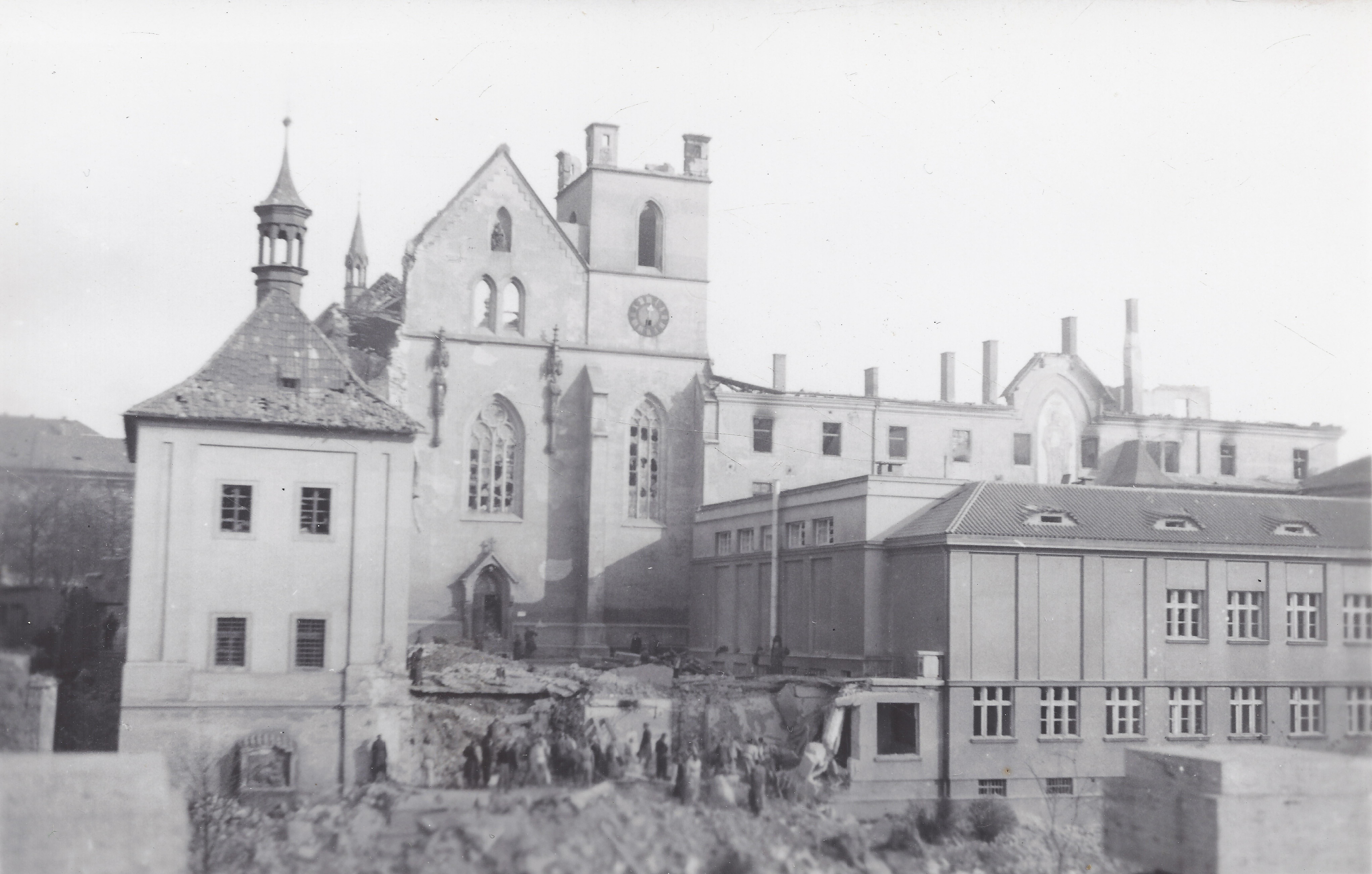
Монастырь после бомбардировки в 1945 году

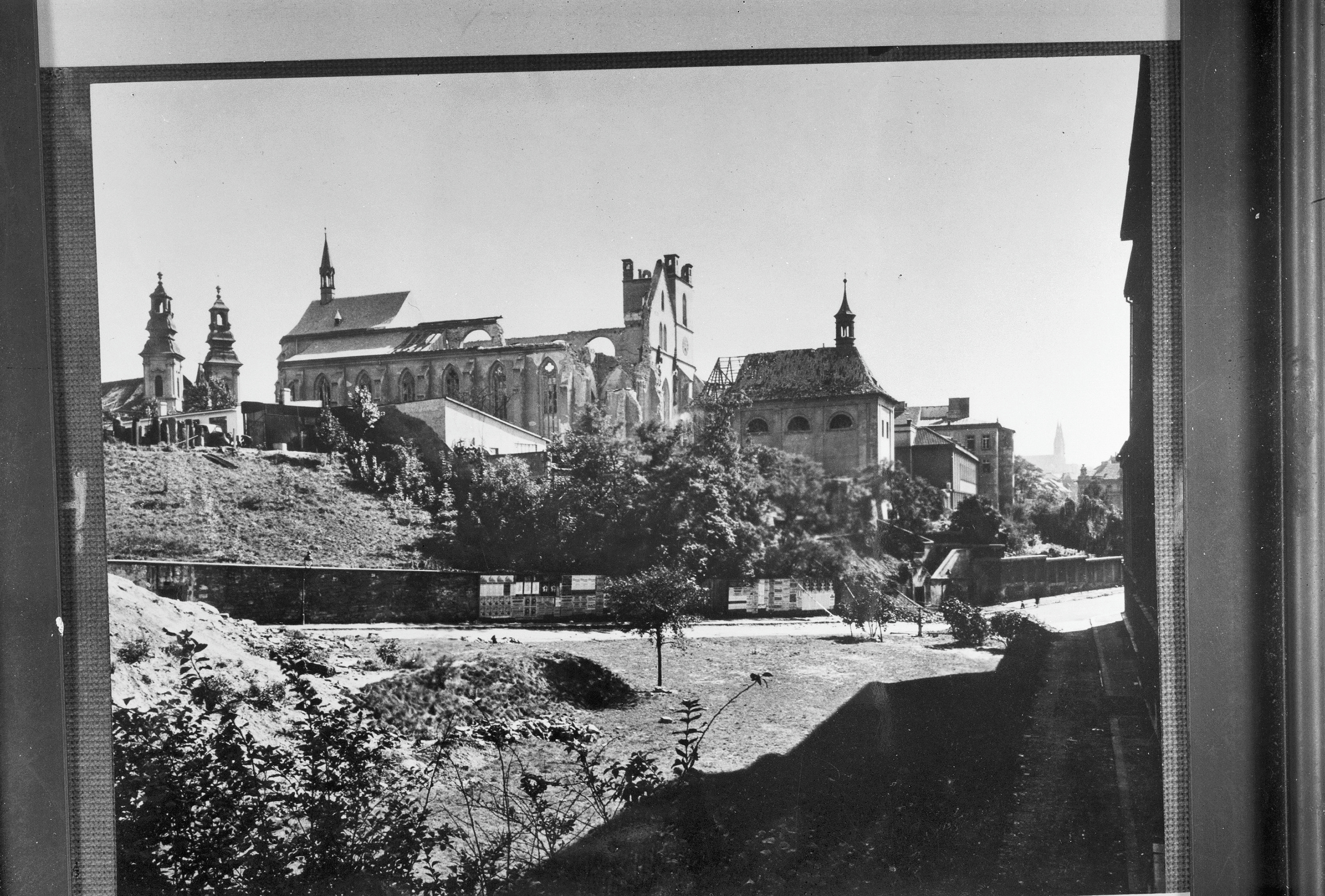
Монастырь после бомбардировки в 1945 году

Весной 1941 года из комплекса монастыря несколько раз транслировался передатчик «Магда». Этот передатчик обслуживали участники движения сопротивления — радиотелеграфисты Богумил Бахура, Франтишек Хиба, Йиндржих Фрёде и Отакар Батличка. Эта нелегальная группа сотрудничала как с консульством СССР в Праге, так и с антифашистской организацией «Защита нации». В начале июля 1941 года немцы закрыли церковь для общественности. 13 июля 1941 подразделение Schutzpolizei разогнали верующих, собравшихся на мессу, проведенную как «сопротивление» перед церковью. Тремя днями позднее, 16 июля 1941 года, гестапо обыскало канцелярию аббата Арношта Выкоукала. Монастырь и церковь были окончательно закрыты 18 июля 1941 года, Арношт Выкоукал должен был покинуть Прагу, а монахов выгнали из монастыря, переоборудовав его под немецкий воинский лазарет. Впоследствии Арношт Выкоукал был арестован гестапо и умер 9, либо 10 сентября 1942 года в концентрационном лагере в Дахау. Также нацистское заключение не пережили ещё двое эмаузских монахов — Марсель Хиги (умер 16.11.1941 в Терезине, погребен в Почаплах у Терезина после того, как тогдашний бржевновский приор Ян Анастаз Опасек запросил его тело к погребению) и Вавржинец Милослав Филип (умер 19.9.1942 в концентрационном лагере в Дахау). Послушник, фра Войтех Иван Новак, был застрелен между 1942—1945 в концентрационном лагере в Ораниенбургу.
При бомбардировке Праги, 14 февраля 1945 года 8-й воздушной армией Вооружённых сил США, монастырь и церковь были разрушены бомбардировкой. На монастырь и церковь упали 3 сокрушительных зажигательных снаряда, каждый весом 227 килограмм. Попадание уничтожило обе готические башни церкви (северная была полностью разрушена, а южная сгорела). Две трети церковных сводов обрушились. Ново-готическое здание сгорело вплоть до сводов на нижнем этаже. Ремонт комплекса прошёл в первой половине 50 годов двадцатого столетия.

### Период социализма
В 1950 году монастырь вошёл в состав Чехословацкой академии наук. Большая часть монахов была интернирована, избежать интернирования сумел лишь Кирилл Ставел, который впоследствии сбежал за границу. Части монахов удалось убежать в Италию (где с 1948 года оставались аббат Маурус Верзич и Одило Црква, который решил не прерывать свое обучение в Риме и не возвращаться после коммунистического переворота).

### Эмаузская община за рубежом
Аббат Верзич предпринял попытки создать эмигрантскую общину, которая бы обеспечила неразрывность Эмауз. Учредить такую общину удалось лишь после череды затруднений в 1965 году, когда монахи расположились в бывшем монастыре капуцинов в Норче, адаптировав его под свои нужды. До 1969 года община была под предводительством аббата Мауруса Верзича, с 1969 по 1990 приором-администратором стал Кирилл Ставел. Постепенно к чешским бенедиктинцам присоединялись новые последователи, интересующиеся монашеской жизнью. Последующими приор-администраторами восстановленных Эмауз были Войтех Энгельхарт, Бернард Вацлав Кленер, Августин Газда и Доминик Еремиаш. Одило Црква некоторое время служил капелланом сестер-бенедиктинцев в Монте-Фиоло в Италии, а позднее отошёл от дел, по предложению бенедиктинцев (потомков чешских эмигрантов) из Лайла, чтобы выступить с духовной администрацией чешских эмигрантов в Чикаго, США. В 1969 году в Лайле он принес монашескую клятву стабильности. Впоследствии политических изменений на переломе 1989/1990 было решено вернуть эмигрантскую общину в Чехословакию. При этом, монастырь в Норче продолжал существование до 1992 года, в котором был закрыт, а оставшиеся обитатели были призваны вернуться.

## Современность
После 1989 года бенедиктинскому аббатству в Эмаузах были возвращены здание монастыря и церкви (монастырь перенял приор Кирилл Ставел). В 1995 году завершилась реконструкция монастыря. В то время на первом этаже здания конвента создана клаузура, а в монастыре снова начала жить малая монашеская община. Сперва она насчитывала семь членов.
В 2003 году была завершена реконструкция церкви, посвящен новый алтарь, а первая месса символически прошла в Светлый понедельник, 21 апреля 2003. В настоящее время к Эмаузскому аббатству относятся 3 монаха. В 2016 году приором-администратором стал Августин Газда из Райградского монастыря. В 2017 году был реконструирован клуатр (21 ноября 2017 клуатр, в рамках празднования 670-летнего юбилея, был благословлен). Осенью 2017 года новым ректором монастырской церкви стал Доминик Мария Еремиаш, прежде долго служивший в брненской диоцезе (епархии). В 2018 году началась реновация монастырского сада.

## Архитектурное описание

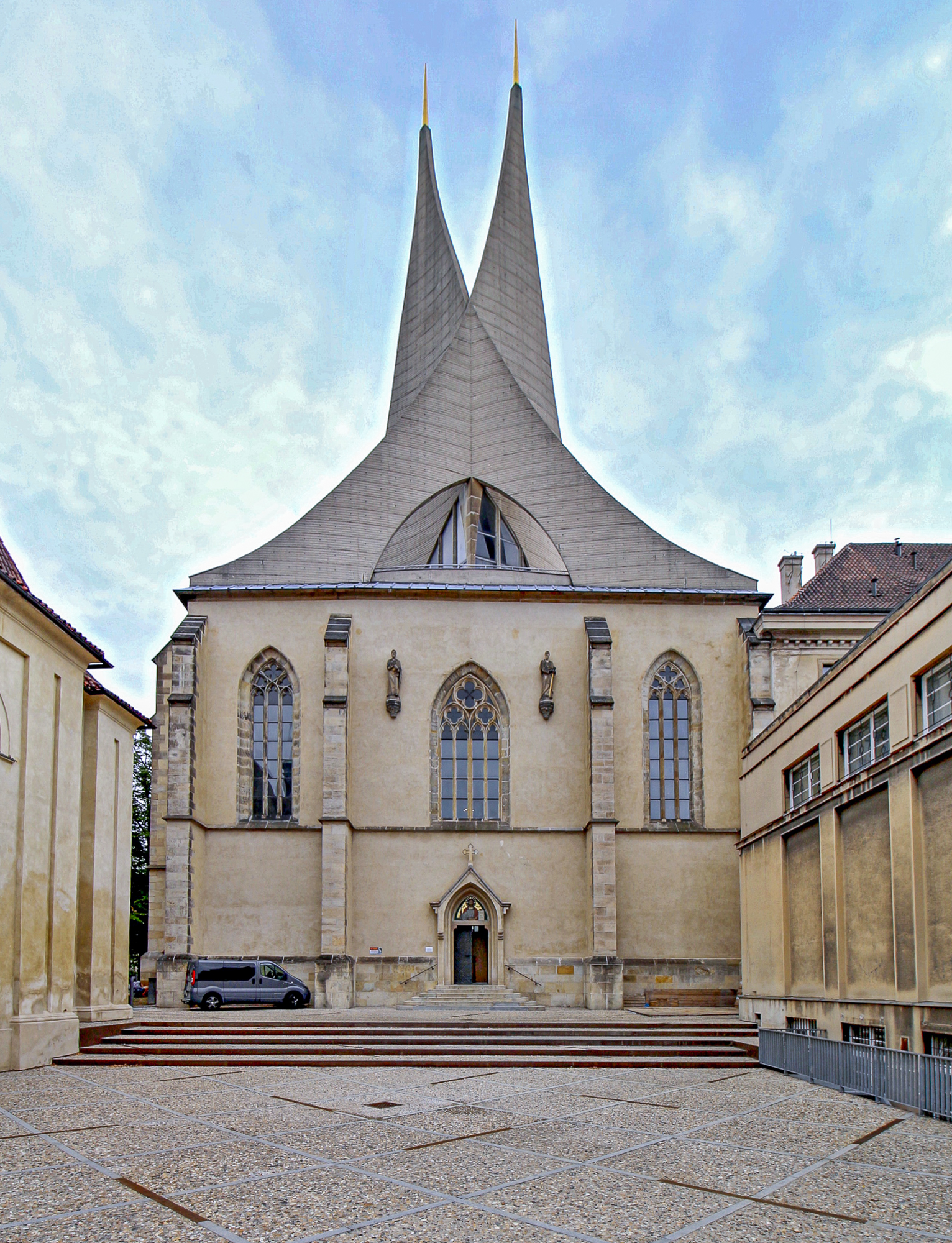
Храм Девы Марии и славянских патронов при Эммаусском монастыре

Монастырь, возведенный на скалистом холме при приходской церкви святого Космы и Дамиана, был составляющей урбанистического плана Карла IV по возведению пражского района Нове-Место, в 1348 году. Он был запланирован как звено церковных построек, которые в плане города составляют крест. Ареал монастыря включает в себя конвентный храм, к южному квадрату относится клуатр, на запад от них комплекс современных зданий с первой половины XIX века и тридцатых лет 20 столетия. Также к ареалу относится часовня святого Космы и Дамиана с ранним сводом эпохи барокко.
В строительстве готической трехнефной церкви и монастыря принимали участие придворные строители Карла IV. Стены клуатра монастыря в 60-х годах 14 столетия были расписаны циклом из 85 готических картин, их сюжет был связан со Старым и Новым Заветами. Авторами живописи были, так называемый Мастер Эмаузского цикла (его имя неизвестно), далее — Мастер Николас Вурмсер из Страсбурга и Мастер Освальд. В 17 и 18 столетиях здания были преобразованы до эпохи барокко, а к храму прибавились две башни в стиле раннего барокко. К монастырю пристроили ещё один этаж, а с 1766 по 1769 достроили фасад, характерный для позднего барокко. С 1880—1890 Бойронская конгрегация преобразовала ареал в неоготическую форму, в духе бойронского стиля. В 1929—1930 годах началась отделка части комплекса по проекту архитектора Богумила Гипшмана.
В конце второй мировой войны — 14 февраля 1945 года монастырь потерпел серьёзный ущерб от военно-воздушных сил США. В 1953—1954 годах началась реконструкция сводов по проекту профессора Бедржиха Гацара. Благодаря проекту архитектора Франтишка Марии Чёрного была проведена реконструкция церкви, обвалившиеся башни сменились бетонными сводящимися крыльями с позолоченным острием. Новый алтарь, освященный в 2003 году (освящен аббатом Астриком Варшеги), был создан по концепту академического скульптора Карла Стадника.

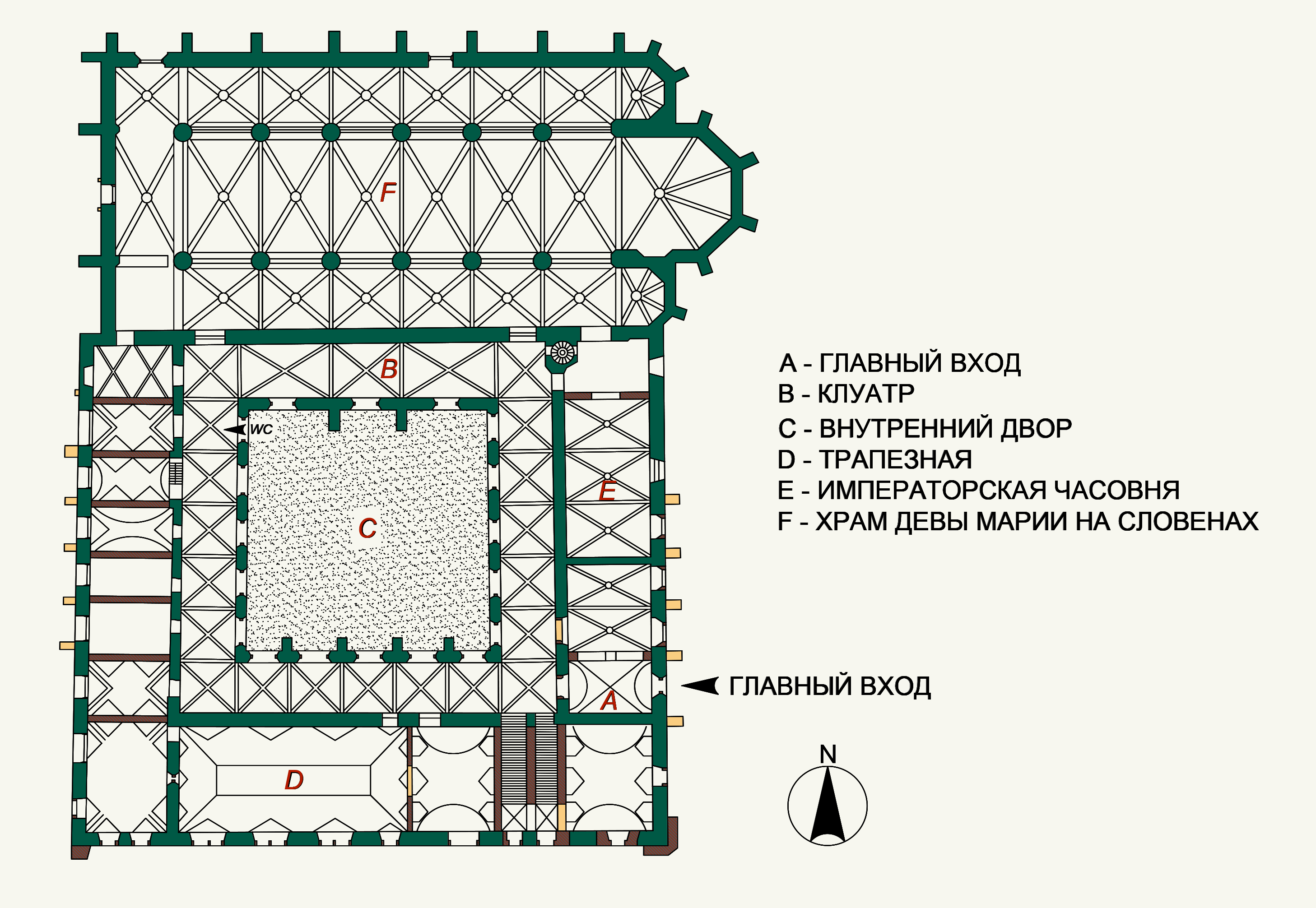
План монастыря

## Интересные факты
- В монастыре возникла глаголическая часть из так называемого Реймсского Евангелия, которое вероятно было потеряно во времена гуситских войн. Позднее рукопись принадлежала к церковным сокровищам во французском Реймсе.
- В 1347—1350 годах монастырь назывался «монастырь святого Иеронима Стридонского, Девы Марии и славянских патронов», с местонахождением в Подскали, перед Вышеградом. Позднее начало преобладать название «На Слованах» в честь славянских патронов и монахов, которые здесь служили.
- Название монастыря «Эмаузы» происходит от церковного праздника при освящении церкви. В 1372 году зачитывалась часть Евангелия о пришествии Иисуса Христа ученикам на пути в Эммаус, это библейское название и послужило именем церкви.
- Пять церквей в районе Нове-Место, основанные Карлом IV, создают правильный крест. Северо-южную ветвь образует соединяющая прямая между церковью Святой Екатерины Александрийской и Храмом Благовещения Пресвятой Богородицы на Слупи, западно-восточную ветвь составляет храм Вознесения Пресвятой Девы Марии и Св. Карла Великого и монастырь Эмаузы, ветви пересекаются в церкви святого Аполлинария. Вертикальную перекладину представляемого креста можно продолжить через часовню Тела Божьего до монастыря кармелитов Девы Марии Снежной.